# 뮈처르노크

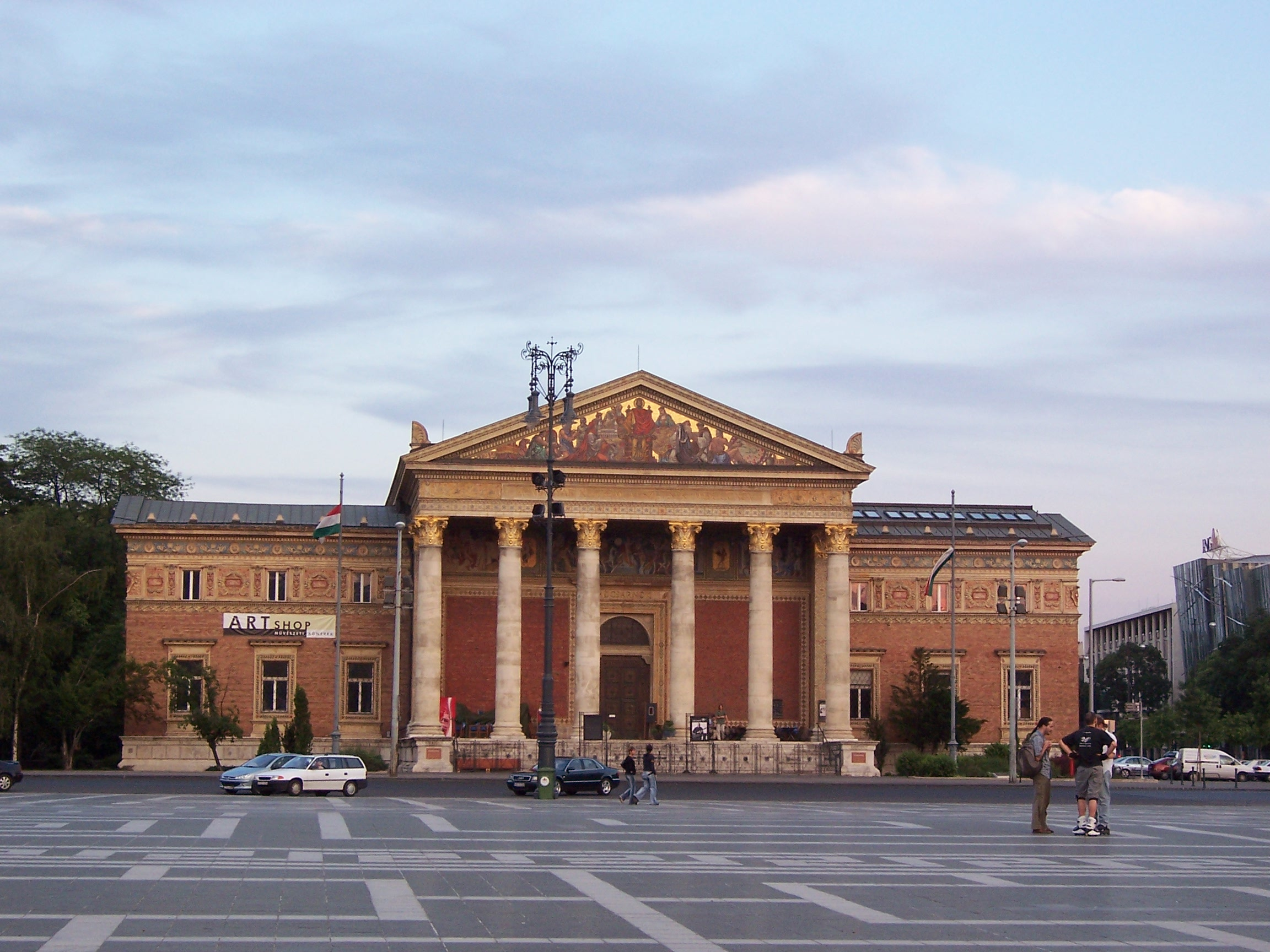
뮈처르노크

뮈처르노크(헝가리어: Műcsarnok)는 헝가리 부다페스트 회쇠크 광장에 있는 미술관이다. 부다페스트 미술관과 마주보고 있다.
1895년 알베르트 슈이켄단츠와 퓔뢰프 허르초그에 의해 지어졌다.